# Sébastien Homo
Sébastien Homo (ur. 27 kwietnia 1982 w Rosny-sous-Bois) – francuski lekkoatleta, skoczek o tyczce.
Skok o tyczce uprawiała także jego siostra – Amandine.

## Osiągnięcia
- złoty medal mistrzostw świata juniorów młodszych (Bydgoszcz 1999)
- złoto mistrzostw Europy juniorów (Ryga 1999)

## Rekordy życiowe
- skok o tyczce – 5,55 (2005)
- skok o tyczce (hala) – 5,50 (2005)